# Akadimía
Akadimía (en grec moderne : Ακαδημία) est nommé en référence à l'Académie qui a donné le nom au quartier d'Athènes, en Grèce. 
Akadimía est situé au centre de la ville entre les quartiers Omónia, la place Sýntagma et Kolonáki. Il s'agit d'un quartier d'Athènes très actif qui comprend de nombreux commerces, banques, bureaux et établissements d'enseignement dont la banque de Grèce, le Conseil d'État, l'université nationale et capodistrienne d'Athènes et la bibliothèque nationale de Grèce.

## Source
- (el) Cet article est partiellement ou en totalité issu de l’article de Wikipédia en grec moderne intitulé « Ακαδημία (Αθήνα) » (voir la liste des auteurs).